# Sayago

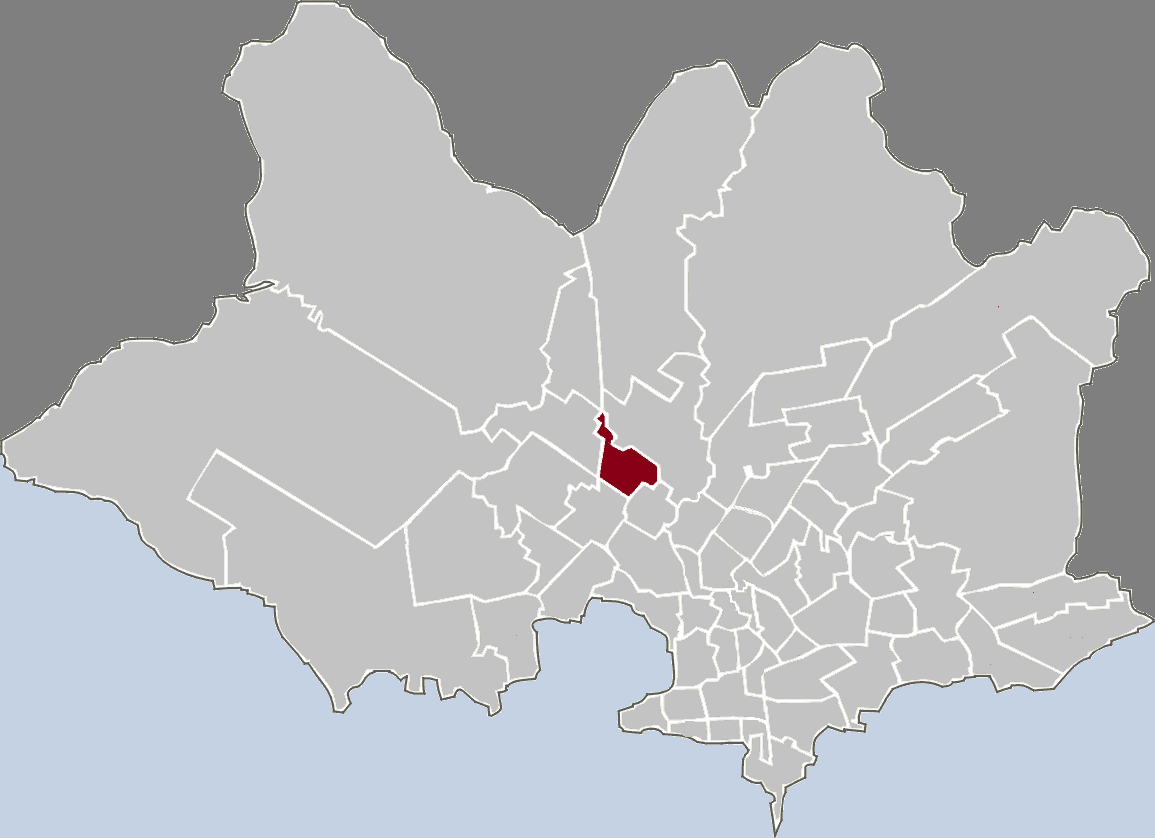
Lage von Sayago in Montevideo

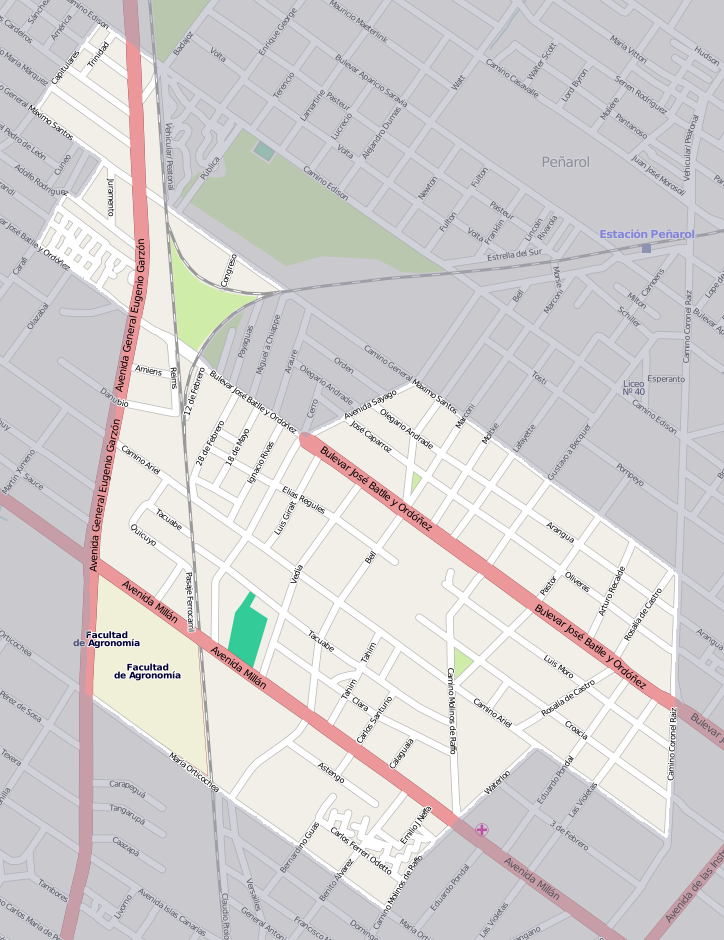
Plan von Sayago

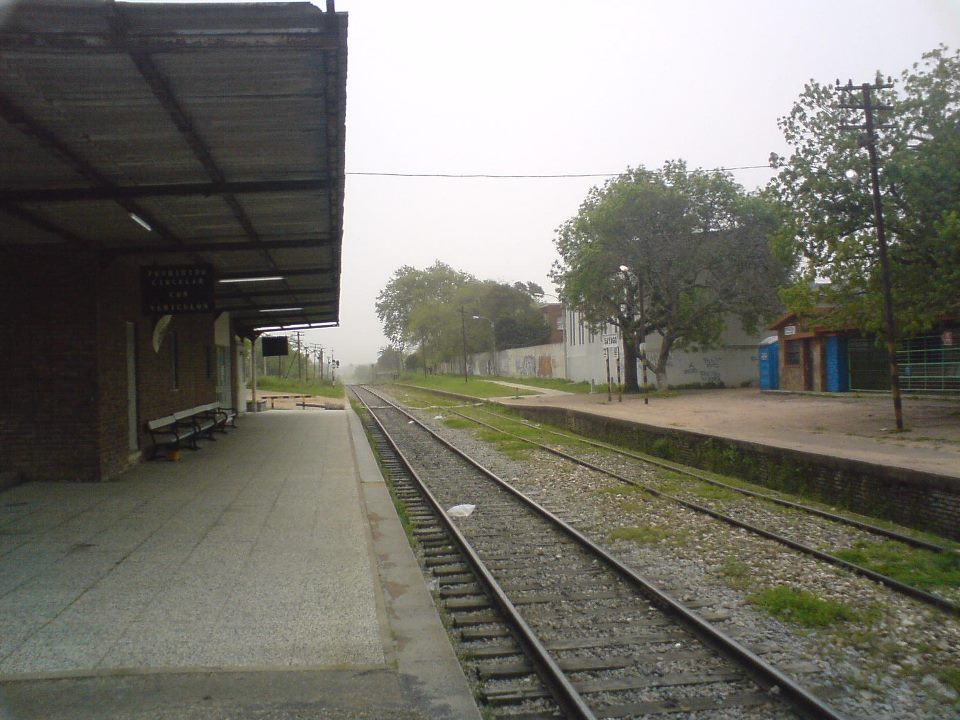
Bahnhof von Sayago

Sayago ist ein Stadtviertel (Barrio) der uruguayischen Hauptstadt Montevideo.

## Lage
Sayago wird von den Stadtvierteln Colón Centro y Noroeste (Norden), Peñarol - Lavalleja (Norden und Osten), Paso de las Duranas (Süden/Südosten), Belvedere (Süden/Südwesten), Nuevo París (Westen) und Conciliación (Westen) umgeben. Das Gebiet von Sayago ist dem Municipio G zugeordnet.

## Infrastruktur

### Bildung
In Sayago befindet sich die Landwirtschaftliche Fakultät der Universidad de la República.

### Freizeit
In Sayago ist seit 1941 der Fußballverein Racing beheimatet, der im dortigen Estadio Osvaldo Roberto seine Heimspiele austrägt. Zudem ist der Erstliga-Basketballverein Club Social y Deportivo Sayago hier ansässig.